# Стівен Е. Ґордон
Стівен Ерік Ґордон (нар. 1960) — американський кінорежисер, дизайнер персонажів і аніматор, який, мабуть, найбільш відомий своєю роботою з режисером анімаційного фільму Ральфом Бакші та над фільмом « Люди Ікс: Еволюція» .
Ґордон був одним із режисерів першого фільму Marvel / Lionsgate Ultimate Avengers, а також дизайнером персонажів цього DTV, а також його продовження. Він був одним із режисерів серіалу Росомаха та Люди Ікс . Він режисер фільму, який Стен Лі представляє: Кондор за участю Вілмера Вальдеррами. Він був автором розкадрування художнього фільму «Термінатор Спасіння прийде» та режисером другого анімаційного телешоу "Месники " для Marvel і Starz. У 2009 році разом із Бойдом Кірклендом він став одним із режисерів продовження фільму Happily N'ever After у Vanguard Animation. Він називався Happily N'ever After 2: Snow White Another Bite @ The Apple, і він виявився дуже прибутковим продавцем DVD. Понад мільйон копій фільму було продано на DVD по всьому світу. Наразі він є керівником відділу Voltron Force, який транслюється на NickToons для Kickstart і WEP Productions. Він також був одним із режисерів недемонстрованого мультсеріалу Pigs Next Door від Saban Productions, в якому ролі озвучують Джон Ґудман та Джеймі Лі Кертіс.
Він почав займатися анімацією, працюючи над мультфільмом Ральфа Бакші «Володар перснів» як художник «рото-фото» ще в середній школі. Він швидко перейшов до роботи помічником аніматора і врешті-решт анімував (рото-скопічно) кілька сцен і його позначили як аніматора на готовому фільмі. Він багато років працював з Ральфом Бакші над багатьма фільмами Бакші, включаючи American Pop і «Вогонь і лід» (як режисер анімації та дизайнер персонажів), працюючи разом із Френком Фразеттою та Cool World (як ключовий аніматор на Голлі і Лонетт).
Він був режисером анімації, художником розкадрування, ключовим аніматором і дизайнером персонажів «Принцеси-лебідь». Він також працював над Space Jam: A New Legacy. Крім того, він працював над «Том і Джеррі: Фільм» і з компанією Дона Блута над «Анастасією» та «Титаном AE».
Зараз ілюструє вебкомікс, заснований на The Eternal Savage, доступний на вебсайті Edgar Rice Burroughs, Inc. У лютому 2013 року Sequential Pulp Comics, графічний роман, який розповсюджується Dark Horse Comics, оголосив, що Гордон був одним із ілюстраторів «Казок про Тарзана джунглів», написаного Мартіном Пауеллом.

## Ровнішні посилання
- Офіційний сайт
- Стівен Е. Ґордон на сайті IMDb (англ.)
- Стівен Е. Ґордон у соцмережі «Facebook»